# Doctor Jones
 Der er for få eller ingen kildehenvisninger i denne artikel, hvilket er et problem. Du kan hjælpe ved at angive troværdige kilder til de påstande, som fremføres i artiklen.

"Doctor Jones" er den 5. single fra bandet Aqua.
Denne single havde den vanskelige opgave at følge den hidtil usete Barbie Girl succes. Den skulle bekræfte, at Aqua ikke var døgnfluer, som mange hævdede. I Skandinavien, blev den udgivet i oktober 1997 med stor succes. To måneder senere, modtog de fleste andre europæiske lande singlen. I Australien blev det en af de bedst sælgende singler i både 1997 og 1998. I løbet af begyndelsen af 1998, blev Doctor Jones også udgivet med gode resultater i Japan, Spanien og England. I USA blev sangen kun spillet i midten af 1998 på radioer og klubber, med ingen fysisk udgivelse.
| Musik | Spire Denne musikartikel er en spire som bør udbygges. Du er velkommen til at hjælpe Wikipedia ved at udvide den. |